# Mikulčice
Mikulčice (en allemand : Mikultschitz) est une commune du district de Hodonín, dans la région de Moravie-du-Sud, en Tchéquie. Sa population s'élevait à 1 946 habitants en 2020.

## Géographie
Mikulcice se trouve près de la rive droite de la Morava, qui forme une frontière naturelle avec la Slovaquie, à 7 km au sud-ouest de Hodonín, à 54 km au sud-est de Brno et à 236 km au sud-sud-est de Prague.
La commune est limitée par Josefov au nord-ouest, par Dolní Bojanovice au nord, par Lužice et Hodonín à l'est, par la Slovaquie au sud-est, et par Moravská Nová Ves au sud et au sud-ouest.

## Histoire
Entre les VIe et Xe siècles, un village fortifié existait sur le site de Mikulcice-Valy à 3 km au sud-est du village actuel. Certains historiens ont situé l'ancienne forteresse de Vogastisburg dans ce village. Mikulcice était l'un des centres principaux de la Grande-Moravie et probablement sa capitale. Une partie des restes de la ville se trouve actuellement en Slovaquie dans le village de Kopcany. En particulier, la seule église grande-morave existant encore, l'église de Sainte-Marguerite d'Antioche se trouve sur le territoire de Kopcany. Sur le site de Valy, qui couvre de 30 à 50 ha, les restes de douze églises, un palais et plus de 2 500 tombes (dont trois africains) ont été retrouvés. Les bâtiments étaient construits sur plusieurs îles au milieu de la rivière et reliés par des ponts. Les rives étaient protégées par des palissades en bois. Les soldats, les serviteurs et les artisans habitaient autour de l'acropole. Au total, 2 000 personnes vivaient à cet endroit. Ce site perdit de son importance après la chute des mojmirides en 906 et l'arrivée des Hongrois du duc Arpad ; il était désert dès le XIIIe siècle.
La plus ancienne mention du nom de Mikulcice remonte à 1131 (Miculcici). À cette époque, le village faisait partie de la paroisse de Breclav et s'étirait le long d'une route. L'église de l'assomption date du XIVe siècle et est mentionnée pour la première fois en 1353. Un siècle plus tard, un fort était présent sur la colline de Kopec au sud du village.
La commune de Breclav abrite le musée archéologique de Pohansko, un autre lieu-fort de la Grande-Moravie. Les parcs et châteaux de Lednice et Valtice, des sites inscrits sur la liste du patrimoine mondial, se trouvent aussi à proximité.

## Galerie

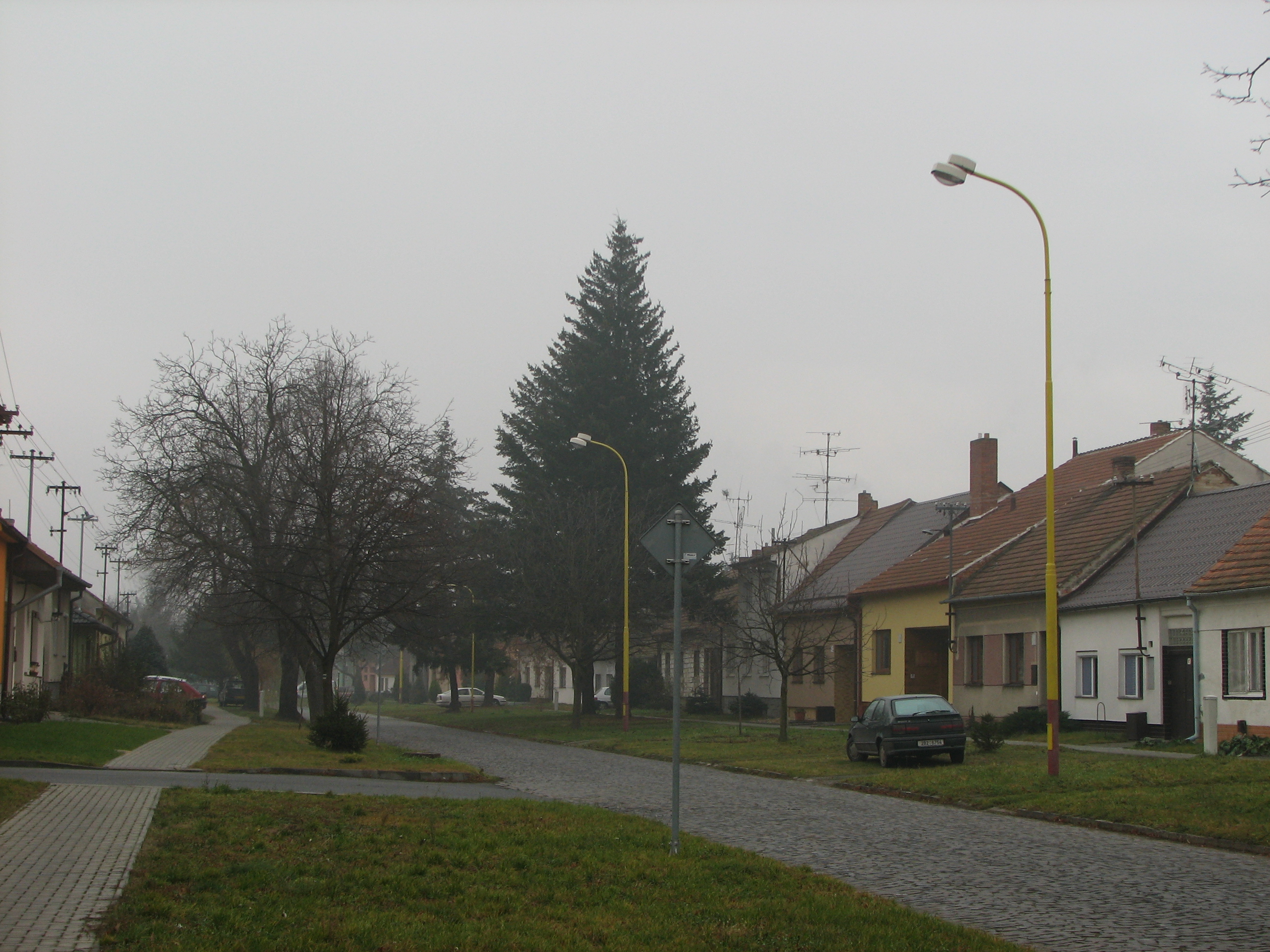
Une rue de Mikulcice.
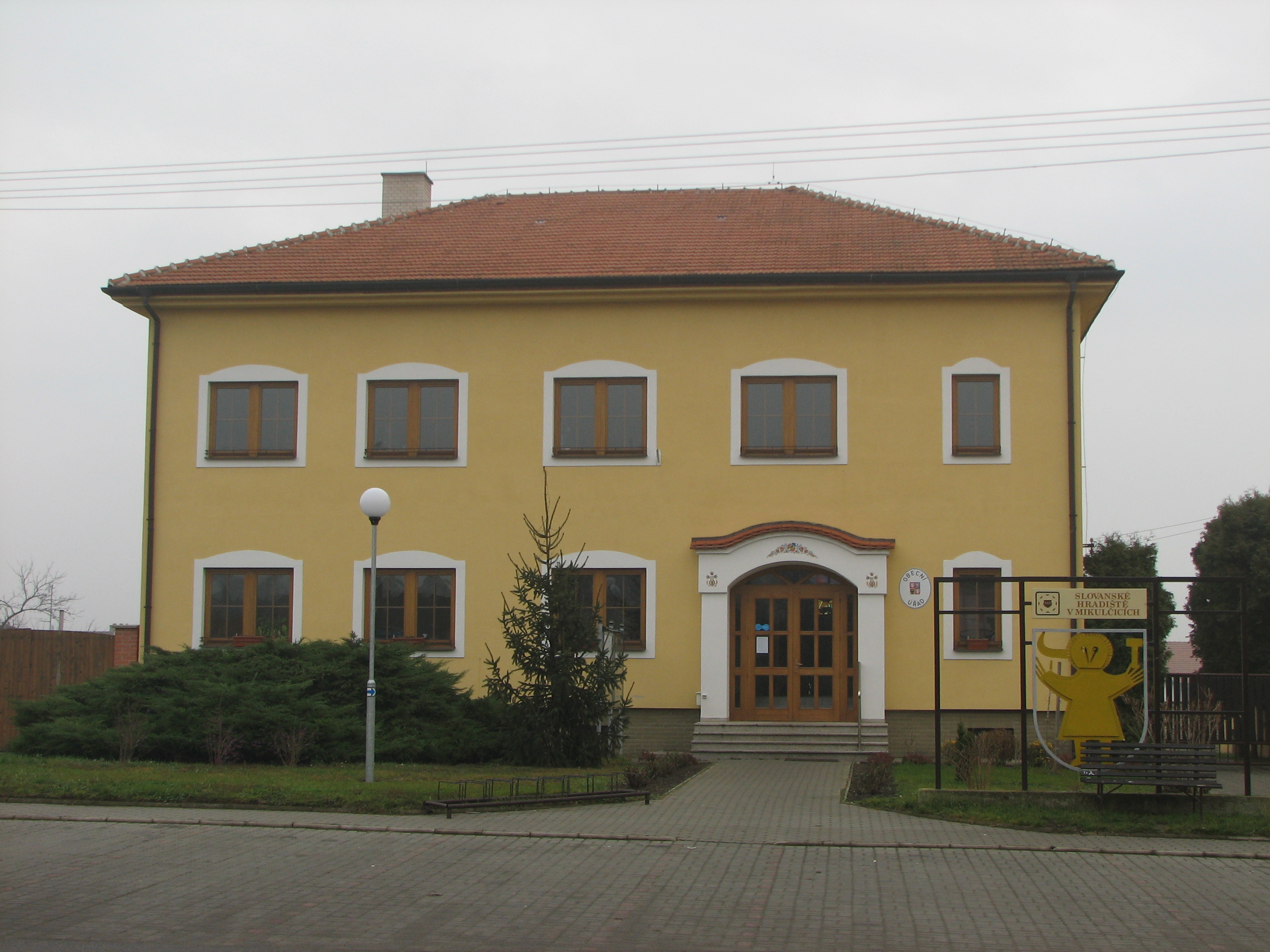
La mairie de Mikulcice.
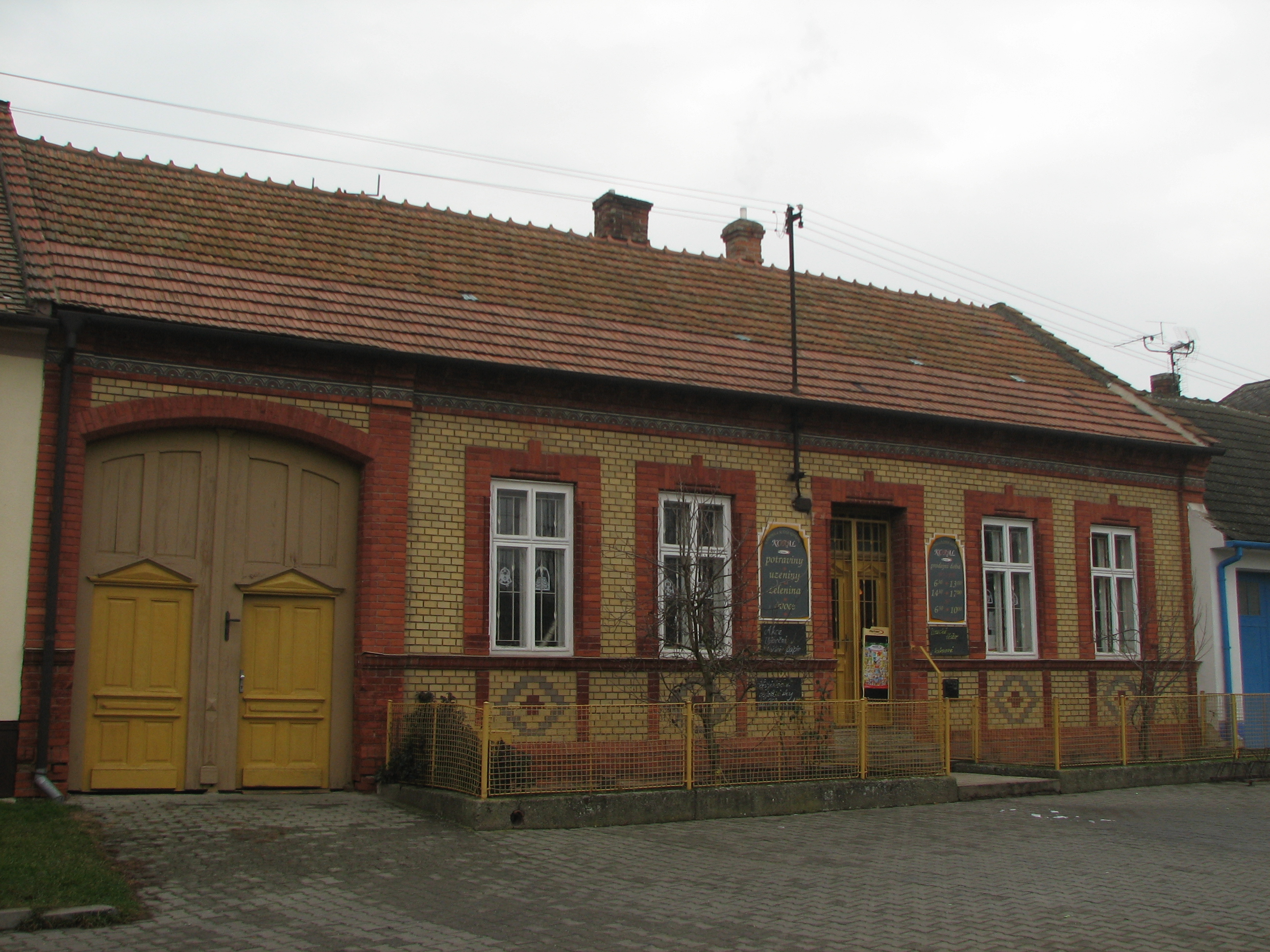
Un magasin à Mikulcice.
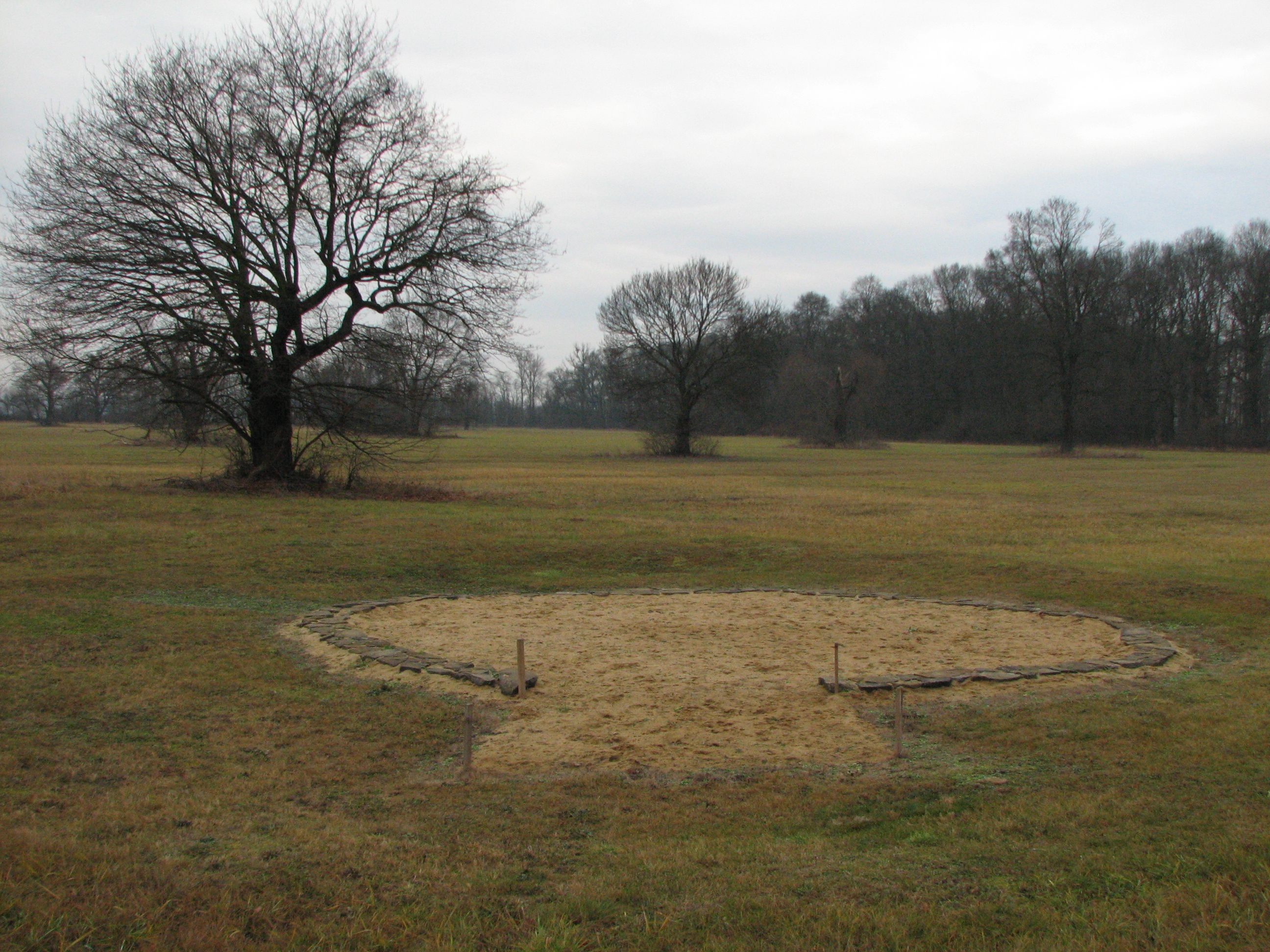
Vestiges d'une église à Valy.

## Économie
L'économie locale repose sur l'agriculture (viticulture) et le tourisme. Une réserve naturelle abrite des castors et des cigognes.